# Wurzeralm (Bad Hofgastein)
Die Wurzeralm ist eine Alm in der Marktgemeinde Bad Hofgastein im österreichischen Bundesland Salzburg.

## Lage und Charakteristik
Die Wurzeralm liegt an den südwestlichen Hängen des Gamskarkogels in der Ankogelgruppe. Sie gehört zur Ortschaft Gadaunern und zur Katastralgemeinde Heißingfelding. Nördlich der Alm fließt der Gadauner Bach, südlich der Remsachbach. Beide sind Nebenbäche der Gasteiner Ache. Nordöstlich des Areals erstreckt sich die Gamswild-Ruhezone Rauchkogel, die von 1. Dezember bis 31. Mai nicht betreten werden darf.
Eine Almhütte steht auf einer Höhe von 1568 m ü. A. Vom Talort Gadaunern führt eine auch als Wanderweg genutzte Straße auf die Wurzeralm.

## Geschichte
Im von 1823 bis 1830 erstellten Franziszeischen Kataster ist am Ort der Almhütte ein kleines unbenanntes Gebäude verzeichnet.